# پوماره دوم
پوماره دوم 
(به تاهیتیایی: Pōmare II)(زاده :(حوالی) ۱۷۸۲ – در گذشته: ۷ دسامبر ۱۸۲۱)، نام کامل 
(به تاهیتیایی: Tū Tū-nui-ʻēʻa-i-te-atua Pōmare II) دومین پادشاه تاهیتی بوده و بین‌های سال‌های ۱۸۸۲ الی ۱۸۲۱ پادشاهای نمود. او در ۱۳ فوریه در تاراهوی 
(به تاهیتیایی: Tarahoi) توسط پدرش پوماره یکم به پادشاهای منصوب شد. تا زمان حیات پدرش تحت نایب السلطنه پدرش فرمانروایی نمود، و پس از مرگ پدرش در سال ۱۸۰۳ به تنهایی پادشاهای نمود. در دوران سلطنت او، پروتستانیسم دین رسمی پادشاهی تاهیتی شد.
پس از وفات پوماره یکم، نفوذ و قدرت مبلغان مذهبی بریتانیایی در دربار پادشاهی تاهیتی بیشتر شده و ایشان با پوماره دوم متحد شده و از او حمایت نمودند، از سال ۱۸۰۳ شروع به آموزش خواندن و اناجیل را به وی نمودند. مبلغان مذهبی برای این که در تاهیتی با یک دولت طرف حساب باشند، پوماره دوم را برای فتح قلمروها و یک پارچگی پادشاهی اش تشویق و حمایت نمودند. تغییر دین این پادشاه در سال ۱۸۱۲ آغازگر ظهور پروتستانیسم در این جزیره بود.